# Joaquim Moreira
Joaquim Francisco Moreira, mais conhecido como Joaquim Moreira (Vassouras, 24 de agosto de 1853 — Rio de Janeiro, 28 de julho de 1929) foi um médico e político brasileiro.
Foi senador pelo Estado do Rio de Janeiro entre 1924 e 1929, além de deputado federal e prefeito de Petrópolis.